# Ramsele och Resele tingslag
Ramsele och Resele tingslag var ett tingslag i Västernorrlands län i västra delen av nuvarande Sollefteå kommun. Tingsstället låg i Ramsele. 
Tingslaget bildades 1913 genom att verksamheten fördes hit från delar av Ramsele tingslag och delar av Resele tingslag. Ramsele och Resele tingslags verksamhet överfördes 1939 till Ångermanlands västra domsagas tingslag.
Tingslaget ingick i Ångermanlands västra domsaga, bildad 1882

## Socknar
Ramsele och Resele tingslag omfattade fem socknar.
Hörde till Resele tingslag före 1913:
- Resele
- Ådals-Liden

Hörde till Ramsele tingslag före 1913:
- Edsele
- Helgum
- Ramsele